# Leopold Tomaszkiewicz
Leopold Andrzej Tomaszkiewicz (ur. 28 października 1892 w Nowym Sączu, zm. 1944 w Warszawie) – polski polityk, legionista, związkowiec, publicysta, poseł i senator, członek Zarządu Koła Parlamentarnego Obozu Zjednoczenia Narodowego w 1938 roku.

## Życiorys
Urodził się 28 października 1892 w Nowym Sączu. Ukończył studia na Wydziale Filozoficznym Uniwersytetu Lwowskiego. Później działał w organizacji „Promień” i współorganizował oddziały strzeleckie w Małopolsce Zachodniej. W Legionach od 1914 – najpierw w 2, następnie w 4 pułku piechoty. Po kryzysie przysięgowym w armii austriackiej, od 1918 w Wojsku Polskim Służbę zakończył w stopniu kapitana.
W 1919 rozpoczął pracę w szkole średniej w Olkuszu, a potem w Krakowie (1921). Od 1922 prezes Krakowskiego Okręgu Związku Legionistów, następnie członek Zarządu Głównego Związku. Od 1927 prezes Zarządu Głównego Gospodarczych Związków Zawodowych. W listopadzie 1928 został posłem na Sejm II kadencji z okręgu nr 44 (Krasnystaw, Hrubieszów, Janów). Wszedł także do izby III i IV kadencji (z okręgu odpowiednio nr 44 i 11 – Włocławek, Nieszawa, Kutno), z listy Bezpartyjnego Bloku Współpracy z Rządem.
Był członkiem redakcji pisma „Głos Prawdy”. Publikował także na łamach „Robotnika Polskiego”.
Od 1934 sprawował kierownicze stanowisko w Organizacji Młodzieży Pracującej. Szef VII. Oddziału Ruchu Zawodowo-gospodarczego Sztabu Obozu Zjednoczenia Narodowego w 1938 roku. W latach 1938–1939 pełnił funkcję senatora z ramienia OZN. Reprezentował województwo kieleckie.
W czasie okupacji zaangażowany w działalność konspiracyjną. Podczas powstania warszawskiego, 7 sierpnia 1944, zabrany przez Niemców z ul. Elektoralnej 2 do rozbierania barykad, zginął w niewyjaśnionych okolicznościach.

## Ordery i odznaczenia
- Krzyż Oficerski Orderu Odrodzenia Polski (11 listopada 1936)[6]
- Złoty Krzyż Zasługi (dwukrotnie: 11 listopada 1937[7], 23 lipca 1938[8])